# 세탁기

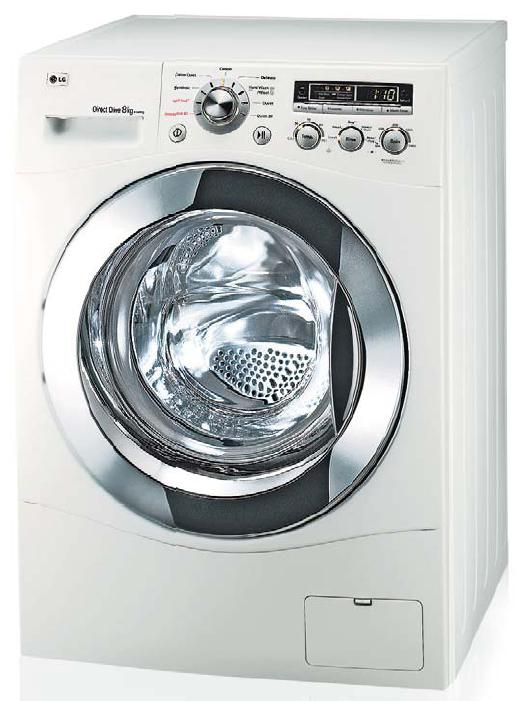
전면부 도어를 통해 세탁물을 넣는 드럼세탁기 (LG전자 제품)

세탁기(洗濯機, washing machine)는 의복, 수건, 시트 같은 세탁물을 깨끗하게 하기 위해 고안된 기계이다.
세탁기는 힘든 가사노동에서 인류를 해방시켜준 가장 위대한 가전제품이란 평가도 있으나, 한편으로는 1000rpm 전후로 고속회전하는 위험한 가전제품으로 특히 어린이들의 경우 대형사고로 이어질 수 있으므로 세심한 주의가 필요하다.

## 원리
세탁에 영향을 주는 인자로서는 기계력(기계가 일하는 힘), 세제, 수온, 운전시간이 있다. 기계적 에너지는 마찰, 굴신, 충격 등 빨래에 직접적으로 작용하는 물리력이며, 세제는 계면활성제 성분에 의하여 의류로부터 오염이 쉽게 분리될 수 있도록 하며, 적정한 수온은 세제의 화학적 작용을 극대화시키고, 물과 세제가 빨래감에 잘 스며들어서 충분히 오염을 제거시킬 수 있는 시간이 필요하다.
운전모드(세탁/헹굼/탈수) 또는 빨래량에 따라 구동부하량이 크게 달라진다.

## 종류
분류식 전기세탁기는 세탁조(洗濯槽) 속의 세탁물을 회전판으로 용액과 함께 회전시켜서 세탁한다. 교반식 세탁기는 세탁조의 밑바닥에 장치한 3~4매의 날개를 가진 교반기(攪拌器)에 의해 세탁물을 교반한다. 이는 세탁기로서 일찍부터 있었던 것으로 세척작용이 완만(緩慢)해서 대량의 세탁물을 균일하게 빨아내는 장점이 있다.
기타 종류로서 수직방향의 수조를 사용하는 펄세이터방식과 봉방식 및 수평방향의 수조를 사용하는 드럼방식으로 나누기도 한다.
| 종류   | 원리 | 장점 | 단점 | 사용국가 |
| ------ | --- | --- | --- | --- |
| 와류식 | 세탁기 세탁조 바닥에 낮은 턱이 있는 원반 모양의 회전판이 세탁물을 회전시키는 원리. (국내에서 가장 많은 수효를 차지한다)                                      | 세탁 시간이 적게 걸린다. 전기 소비가 적다. 제작 비용이 낮아 가격이 저렴하다. 세탁물을 넣고 빼기가 상대적으로 편하다. 시중에 판매하는 모든 세제 사용이 가능하다. | 물의 소비가 많다. 세탁이 균일하게 되지 않는다. 엉킴이 많아 옷감 손상률이 높다. 설치 장소가 한정되어 있다. | 주로 아시아 지역 (대한민국, 중국, 일본, 대만, 홍콩) 에서 많이 사용.                                                              |
| 드럼식 | 가로 형태로 되어 있는 세탁조가 회전하는 원리 (주로 세탁소의 세탁기와 비슷하다).                                                                              | 와류식에 비해 세탁이 균일하게 된다. 엉킴이 적어 옷감에 손상이 적다. 물의 소비가 적다. 건조장치가 있어 효율적이다. 주방이나 거실에도 설치가 가능하다.            | 제작비용과 가격이 비싸다. 무게가 상대적으로 무겁다. 건조까지 하는 경우 전력소비가 증가한다. 세탁물을 넣고 빼기가 상대적으로 불편하다. 전용 세제를 사용해야 한다. | 유럽(영국, 프랑스, 이탈리아, 독일, 체코, 러시아 등) 지역에서 많이 사용. (현재는 대한민국에서도 생산과 수요가 늘어나고 있는 추세) |
| 교반식 | 와류식과는 달리 세탁조 안에 교반봉이 회전하는 원리 (외관은 와류식하고 비슷). 과거 빨레방에 있던 세탁기의 방식하고 비슷하다 (과거 국내 가전 업체에서도 생산). | 와류식에 비해 세탁의 균일성이 높다. 엉킴에 의한 옷감의 손상 정도가 낮다. 물과 전력소비가 적다.                                                                  | 와류식에 비해 제작비용과 가격이 비싸다. 세탁 시간이 오래 걸린다. (현재는 단종되어 생산하지 않음) | 미주(캐나다, 미국 등) 지역에서 많이 사용.                                                                                        |
| 무세제 | 물을 전기분해하여 이온수로 변환시켜 때를 녹이는 원리 (기본 원리는 와류식하고 같다).                                                                          | 세제를 사용하지 않으므로 수질오염이 전혀 없다. 살균이나 세탁능력도 세제보다 훨씬 더 뛰어나다. 헹구는 것도 간단하여 물의 소비량도 적다.                          | 물의 전기분해 과정을 거치므로, 다른 세탁기에 비해 전기 소비가 상대적으로 많다. 세탁 시간이 오래 걸린다. 제작비용하고 가격이 상대적으로 비싸다. 물을 전기분해하는 데 사용하는 전용 필을 사용해야 한다 (A/S 센터에서만 구입이 가능하며, 시중 마트에서는 판매하지 않는다). | |

## 전기세탁기의 구조
세탁기에는 이 밖에도 전동기를 일정 시간 동안 작용시키기 위한 타이머, 분류식으로 회전판의 회전속도와 물이 흐르는 방향을 바꾸기 위한 조절기, 배수나 세척 중인 물을 교환하기 위한 코크와 거기에 연결된 호스, 세탁물의 물을 짜내는 장치 등이 부설되어 있다. 원심탈수기(遠心脫水器)가 함께 작동하는 전자동 세탁기도 사용된다. 전자동 세탁기는 세탁조 속에 원심탈수기의 회전조(回轉槽)가 조립되어 있고, 정밀한 타이머와 자동코크에 의해 급수·세척·배수·헹구기 등의 모든 작업을 자동적으로 해내도록 되어 있다.

## 동파 방지
세탁기는 급수구, 배수구가 얼었는지 확인하고 돌리는 것이 좋다. 다음 과정을 통해 확인한다.
- 배수구 확인 : 세탁기 아래 커버를 열고 잔수제거 호스를 열었을 때 물이 나오지 않으면 배수구가 얼었다는 뜻
- 급수구 확인 : 헹굼만 했을 때 물이 나오지 않으면 급수구가 얼었다는 뜻

세탁기가 얼었다면 다음과 같이 한다.
- 옷이 없는 상태에서 50-60도 정도의 물을 넣고 1-2시간정도 기다렸다가 잔수제거 호스를 이용해 물을 빼준다. 물이 안 나오면 계속 해주어야 함.
- 급수 호스를 빼서 50도 이하의 물에 담가 녹인다.
- 뜨거운 수건으로 세탁기의 급수 호스가 연결되는 부분, 수도꼭지를 감싸 녹인다.

동파 예방을 위해서는 다음과 같이 한다.
- 세탁 이후 배수구 잔수제거 호스로 물 빼주기
- 급수 수도꼭지 잠근 후 호스 내 물 제거

호스 분리 방법은 이 링크 참조

## 같이 보기
- 빨래
- 의류 건조기